# Entosthodon curvipes
Entosthodon curvipes là một loài Rêu trong họ Funariaceae. Loài này được (Müll. Hal.) Müll. Hal. mô tả khoa học đầu tiên năm 1848.